# 京之七口
京之七口（日语：／ Kyō no Nanakuchi */?）是京（日本京都）周邊街道的七個出入口。七口的場所和名稱因史料而異、非固定。

## 代表的京之七口
以下是現代一般所指的七口名稱、連結的街道、場所等。

### 鞍馬口
連結通往鞍馬的鞍馬街道。
御土居之出入口在出雲路橋（賀茂川）之西側。現存「鞍馬口町」之地名。由此往西延伸的道路稱為鞍馬口通。

### 大原口
經八瀨、大原，連結通往朽木、若狹的若狹街道（別名鯖街道）。
御土居之出入口在河原町今出川交差點之西側。寺町今出川付近現存「大原口町」之地名。

### 荒神口、今道之下口
從北白川經志賀峠，連結通往琵琶湖・西近江路的山中越（也稱志賀越、今道越、白川越）。
現存河原町通的交差點名「荒神口」之地名，御土居之出入口在此西側。

### 粟田口、三條口
連結東海道・中山道。
御土居設在鴨川三條大橋西岸（河原町三條交差點西側），近世以前關口設在鴨川東岸，蹴上付近現存「粟田口」之地名。粟田口付近的粟田神社作為「旅行安全之神」受到信仰。

### 伏見口、五條口
連結豐臣秀吉開闢的伏見街道，通往伏見。
御土居之出入口設在五條大橋西側。

### 竹田口
經竹田（京都市伏見區），連結通往伏見港的竹田街道。竹田街道是江戶時代開闢的街道。
御土居之出入口在東洞院通八條上。

### 東寺口、鳥羽口
經山崎、西宮，連結往西的西國街道，或連結經鳥羽至淀的鳥羽街道。
御土居之出入口在九條通千本東入。

### 丹波口
連結經龜岡至丹波的山陰街道。
御土居之出入口在千本通七條上。現存JR嵯峨野線（山陰本線）的車站名（丹波口車站）。但是，車站因高架化而向北移動，在五條千本交差點南側。

### 長坂口、清藏口
連結越過京見峠至杉坂的長坂越。
御土居之出入口在北區鷹峯舊土居町。